# Ellia English
Ellia English (nascida a 26 de março de 1960) é uma atriz de teatro e cinema e cantora norte-americana.
Ela é talvez mais conhecida por seu papel como a tia Helen em The Jamie Foxx Show. English representou um papel central no show, tendo actuado em conjunto com Garrett Morris, interpretando seu marido Junior King.